# Contea di Hui
La contea di Hui (徽县S, Huī XiànP) è una contea della Cina, situata nella provincia del Gansu.